# Il principe del tennis
Il principe del tennis (テニスの王子様?, Tenisu no ōjisama) è uno spokon manga shōnen giapponese creato da Takeshi Konomi, già autore di Cool. Il manga è stato pubblicato sul Weekly Shōnen Jump della Shūeisha in Giappone dal 19 luglio 1999 al 3 marzo 2008. La serie è stata poi raccolta in 42 volumi tankōbon. L'edizione italiana è stata curata da Panini Comics, sotto l'etichetta Planet Manga, la quale è stata pubblicata dal 22 febbraio 2007 al 27 aprile 2017.
Dal fumetto è stata tratta una serie televisiva anime di 178 episodi, intitolata Prince of Tennis, prodotta da Trans Art e trasmessa in Giappone dal 10 ottobre 2001 al 30 marzo 2005 su TV Tokyo mentre in Italia è andata in onda su Hiro dall'8 dicembre 2008 al 13 febbraio 2009, dove però vennero trasmessi solo i primi 52 episodi.

## Trama
Ryoma Echizen, un bambino dodicenne con abilità prodigiose nel tennis, torna a Tokyo in seguito alla sua partecipazione ed alla sua vittoria in quattro tornei consecutivi di categoria junior negli Stati Uniti.
Ryoma è figlio di Nanjirou Echizen, ex campione giapponese di tennis che misteriosamente, dopo aver battuto ogni avversario nei circuiti professionisti, si ritirò al culmine della sua carriera. Per riprendere gli studi, viene mandato dal padre nella scuola media Seishun Gakuen, chiamata più popolarmente Seigaku, una delle scuole con i migliori giocatori del paese.
L'obiettivo di questa scuola è vincere nei tornei di qualificazione, a partire da quelli cittadini sino a quelli regionali, fino ad arrivare alla vittoria nel torneo nazionale. Per farlo, crea la squadra della scuola con un torneo interno che deciderà i membri partecipanti ai tornei. Ovviamente, Ryoma partecipa alle selezioni e, dopo essersi qualificato, comincia con la squadra titolare la battaglia per il titolo nazionale.

## Personaggi

I personaggi nell'anime.

Ryoma Echizen (越前 リョーマ?, Echizen Ryōma)
Doppiato da: Junko Minagawa (ed. giapponese), Renato Novara (ed. italiana)
Il protagonista della serie, figlio di Nanjirou Echizen, cerca di diventare un famoso giocatore di tennis come il padre.
Kunimitsu Tezuka (手塚 国光?, Tezuka Kunimitsu)
Doppiato da: Ryōtarō Okiayu (ed. giapponese), Diego Sabre (ed. italiana)
È il capitano del club di tennis nella scuola, ed è uno studente al terzo anno.
Shuichiro Oishi (大石 秀一郎?, Ōishi Shūichirō)
Doppiato da: Takayuki Kondō (ed. giapponese), Francesco Orlando (ed. italiana)
Anche lui studente al terzo anno, è il vice-capitano del club di tennis. Fa parte assieme a Kikumaru della "Coppia d'oro" famosa in tutto il Giappone per la sua sincronia. Inoltre Oishi è un favoloso giocatore di doppio grazie alla rapidità e alla semplicità dei movimenti, che lo rende il compagno ideale per Kikumaru. Il suo tiro migliore è il "Moon Volley" che consiste in una normale volée che rimbalza direttamente nella linea di fondo del campo.
Shusuke Fuji (不二 周助?, Fuji Shūsuke)
Doppiato da: Yuki Kaida (ed. giapponese), Luca Bottale (ed. italiana)
Anche lui studente al terzo anno, e grazie alle sue eccellenti qualità di gioco viene denominato genio. È nella stessa classe di Eiji Kikumaru, di cui è grande amico.
Eiji Kikumaru (菊丸 英二?, Kikumaru Eiji)
Doppiato da: Hiroki Takahashi (ed. giapponese), Leonardo Graziano (ed. italiana)
Studente frequentante il terzo anno della scuola Seigaku, è uno dei titolari della squadra dell'istituto e gioca in modo acrobatico da riuscire a respingere ogni palla. Molto solare e permaloso, è uno specialista del doppio e fa coppia fissa con il vice-capitano Oishi, al quale è legato fin dal primo anno da una sincera amicizia. Gioca principalmente a rete, dove sfoggia volée acrobatiche e grande rapidità di movimento. Nel corso della storia, in seguito all'infortunio del suo compagno di doppio, dimostra di essere in grado di giocare con successo anche da fondo campo.
Takashi Kawamura (河村 隆?, Kawamura Takashi)
Doppiato da: Naru Kawamoto (ed. giapponese), ? (ed. italiana)
Una persona gentile e timida, che si trasforma in una persona forte ed aggressiva quando impugna la racchetta. Takashi è il giocatore più potente di tutto il liceo Seigaku. Sin da piccolo veniva chiamato homerun boy ("ragazzo casa-base", riferendosi al baseball, dove un home run, o fuori campo, significa buttare la palla fuori da campo con potenza) dai suoi senpai, data la sua enorme potenza ma lo scarso controllo. Takashi gioca quasi sempre singoli e fa coppia solo con Shusuke Fuji nei tornei.
Sadaharu Inui (乾 貞治?, Inui Sadaharu)
Doppiato da: Kenjirō Tsuda (ed. giapponese), Simone D'Andrea (ed. italiana)
Il giocatore più intelligente, colleziona informazioni di tutti gli avversari sino a trovarne il punto debole.
Takeshi Momoshiro (桃城 武?, Momoshiro Takeshi)
Doppiato da: Masaya Onosaka (ed. giapponese), Paolo De Santis (ed. italiana)
Il più amichevole della squadra, perde il suo posto da titolare nella sfida interna per decidere i partecipanti al torneo Kantou, ma successivamente viene ripreso. Momoshiro è iscritto al secondo anno della scuola media Seishun Gakuen e viene definito da Tezuka il "number one rascal". È il più amichevole di tutto il team, tant'è vero che all'inizio insiste per farsi chiamare semplicemente "Momo-chan" da quelli del primo anno, i quali poi, vista l'etichetta giapponese e, conseguentemente, il suo status sociale più elevato (è un anno più grande, quindi da considerare un senpai), giungono ad un compromesso chiamandolo "Momo-chan senpai".
Kaoru Kaido (海堂 薫?, Kaidō Kaoru)
Doppiato da: Kōhei Kiyasu (ed. giapponese), Gianluca Iacono (ed. italiana)
Chiamato la vipera, anche se non secondo Kaoru. Considera Momoshiro come il suo acerrimo rivale.
Nanjirou Echizen (越前 南次郎?, Echizen Nanjirō)
Doppiato da: Takashi Matsuyama (ed. giapponese), Claudio Moneta (ed. italiana)
Nanjirou è il padre di Ryoma Echizen. All'apice del successo della carriera come professionista del tennis, dopo aver vinto 37 tra i principali tornei mondiali, si ritira misteriosamente. È stato il primo tennista a giocare cambiando durante la partita mano con cui impugnare la racchetta, cosa che gli ha permesso di superare qualsiasi tipo di difficoltà durante le partite. Ryoma ha la stessa bravura nell'usare durante una partita entrambe le mani. Attualmente vive in Giappone con il figlio Ryoma, la moglie e la nipote Nanaco. Si occupa del tempio dietro casa, il suo compito è suonare la campana. Nel parco del tempio ha fatto costruire, senza alcun permesso, un campo da tennis dove giocava con il figlio.

## Media

### Manga
Il manga è stato pubblicato in Giappone sulla rivista Weekly Shōnen Jump della Shūeisha dal 19 luglio 1999 al 3 marzo 2008, presentando un totale di 379 capitoli divisi in 42 tankōbon. La serie è stata messa in pausa per un breve periodo di tempo quando l'autore Takeshi Konomi si è ferito in un incidente avvenuto nel luglio 2006, successivamente la pubblicazione è continuata dal settembre dello stesso anno. Il manga vanta di più di 40 milioni di copie vendute in Giappone.
In Italia, la Planet Manga comincia a pubblicarlo, per la prima volta dal 22 febbraio 2007 al 27 aprile 2017.
Un sequel, intitolato Shin Tennis no ōjisama (新テニスの王子様?), ha iniziato la serializzazione sul magazine mensile Jump Square a partire dal 4 marzo 2009. Nel giugno 2025, Konomi ha dichiarato l'intenzione di terminare la serializzazione del manga entro un anno. La trama è ambientata diversi mesi dopo gli eventi narrati nel primo manga e vede il ritorno di Ryoma in Giappone dopo il suo soggiorno in America.

### Anime
Dalla serie è stato tratto un anime, creato dallo studio Trans Arts, e mandato in onda sulla TV Tokyo dal 10 ottobre 2001 al 30 marzo 2005, per 178 episodi.

### OAV
Nel 2003 è stato realizzato un film OAV intitolato Tenisu no ōjisama: Sonzoku yama no nichi.
A partire dal 2006 fino al 2009, la serie animata è avanzata tramite tre serie OAV. La prima, Tenisu no ōjisama: Zenkoku taikai-hen, composta da 13 episodi, è andata in onda dal 24 marzo 2006 al 23 marzo 2007. La seconda, Tenisu no ōjisama: Zenkoku taikai-hen Semifinal, composta da 6 episodi, è andata in onda dal 22 giugno 2007 al 25 gennaio 2008. La terza, Tenisu no ōjisama: Zenkoku taikai-hen Final, composta di 7 episodi, è andata in onda dal 25 aprile 2008 al 23 gennaio 2009.
Un'ulteriore serie OAV è uscita tra febbraio e marzo 2021 con il titolo The Prince of Tennis: Hyotei vs. Rikkai Game of Future.

### Musical
A partire dal 2003 è iniziata una serie di musical basati sul manga. Ogni anno due musical basati sulla sua trama escono in estate e in inverno. La trama di ogni musical si adatta ad un unico arco del manga. A causa dell'invecchiamento degli attori, tutti i personaggi principali sono state cambiati più volte.

### Film
Tennis no ōjisama: Futari no samurai The First Game (テニスの王子様 二人のサムライ The First Game?) è il primo film animato della serie. In Giappone è uscito il 29 gennaio 2005 ed è stato trasmesso insieme al corto Tennis no ōjisama: Atobe kara no okurimono (跡部からの贈り物?).
The Prince of Tennis: Tennis no ōjisama eikoku-shiki teikyū-jō kessen! (テニスの王子様 英国式庭球城決戦！ The Junior Tournament?) è il secondo film diretto da Shunsuke Tada. È uscito in Giappone il 3 settembre 2011.
Il 13 maggio 2006 è uscito in Giappone un film in live-action intitolato Tennis no Ōjisama.

### Serie televisive
Nel 2019 venne prodotta una serie originale Netflix dal titolo The Prince of Tennis ~ Match! Tennis Juniors ~, composta da 40 episodi: si tratta di una produzione cinese live-action che segue abbastanza fedelmente le vicende di manga ed anime fino al termine del torneo regionale del Kantō; i nomi di personaggi, squadre e località sono stati cambiati e adattati al mercato cinese, con il protagonista Ryoma Echizen della Seigaku che diventa Lu Xia della Yu Qing.

### Videogiochi
Dalla serie sono stati tratti molti videogiochi per varie piattaforme. La maggior parte dei titoli comunque si basa sul tema principale della serie, il tennis. Alcuni personaggi di Prince of tennis compaiono anche nei videogiochi di Shōnen Jump, quali Jump Super Stars e Jump Ultimate Stars.
Game Boy Advance
- Prince of Tennis: Genius Boys Academy (2002)
- Prince of Tennis: Aim at the Victory! (2002)
- Prince of Tennis: 2003 Passion Red (2003)
- Prince of Tennis: 2003 Cool Blue (2003)
- Prince of Tennis: Minna no Oujisama
- Prince of Tennis: 2004 Stylish Silver (2004)
- Prince of Tennis: 2004 Glorious Gold (2004)

Nintendo DS
- Prince of Tennis 2005: Crystal Drive (2004)
- Prince of Tennis Driving Smash - Side Genius (2007)
- Prince of Tennis Driving Smash - Side King (2007)
- Prince of Tennis: Doubles no Oujisama - Girls, be gracious!
- Prince of Tennis: Doubles no Oujisama - Boys, be glorious!
- Prince of Tennis: Motto Gakuensai no Oujisama -More Sweet Edition-
- Prince of Tennis: Gyutto! Doki Doki survival umi to yama no love passion[15]

Nintendo 3DS
- The Prince of Tennis II: Go to the Top

PlayStation
- Prince of Tennis: Sweat & Tears (2002)
- Prince of Tennis (2002)

PlayStation 2
- Prince of Tennis: Smash Hit (2003)
- Prince of Tennis: Sweat & Tears 2 (2003)
- Prince of Tennis: Kiss of Prince -Flame Version- (2003)
- Prince of Tennis: Kiss of Prince -Ice Version- (2003)
- Prince of Tennis: Smash Hit 2 (2003)
- Prince of Tennis: Love of Prince -Bitter- (2004)
- Prince of Tennis: Love of Prince -Sweet- (2004)
- Prince of Tennis: Form the Strongest Team (2004)
- Prince of Tennis: Rush and Dream (2004)
- Prince of Tennis: Gakuensai no Oujisama (2005)
- Prince of Tennis: Doki Doki Survival - Sanroku no Mystic (2006)
- Prince of Tennis: Doki Doki Survival - Umibe no Secret (2007)
- Prince of Tennis: Card Hunter (2007)

### Altri media
Il successo della serie ha prodotto anche uno show radiofonico settimanale della durata di mezz'ora, oltre 300 CD musicali ed una vasta selezione di merchandise, incluso un gioco di carte e modellini.

## Accoglienza
Il principe del tennis è diventato un franchise di successo. A marzo 2008, i primi 40 volumi del manga avevano venduto oltre 40 milioni di copie in Giappone. A gennaio 2012, il manga aveva raggiunto oltre i 51 milioni di copie in circolazione.
Carl Kimlinger di Anime News Network ha recensito il primo cofanetto DVD dell'anime pubblicato da Viz Media, e ha commentato che "Prince of Tennis è tra le fecce del genere". Il recensore continuò affermando che è "noioso" e "manca il dramma umano necessario per convincere il pubblico a preoccuparsi per chi vince o perde". 'Anime on DVD', al contrario, affermò "prende i soliti temi di serie sportive e li applica magistralmente". DVD Talk assume invece una visione più disinvolta, commentando "la serie va bene ma non eccezionale" e che ha un certo fascino, il che non ti farà pentire di guardarla. Active Anime ha elogiato a sua volta la serie, dicendo che "contiene alcuni sorprendenti colpi di scena alla normale formula del dramma sportivo", e ha elogiato le partite di suspense e le tecniche innovative.
Nonostante le recensioni, la serie è divenuta popolare in Giappone. Quando TV Asahi, una rete televisiva giapponese, ha condotto un sondaggio per le cento serie televisive animate più popolari, l'anime di Prince of Tennis è arrivato al ventisettesimo posto. Inoltre la stessa emittente ha condotto un ulteriore sondaggio online, in cui si è classificato diciottesimo. Quasi un anno dopo, TV Asahi ha condotto un altro sondaggio online per i primi cento anime, e in questa occasione, quello di Prince of Tennis è salito fino ad arrivare all'ottavo posto. Sono stante intervistate anche diverse celebrità giapponesi per sapere quale fosse l'anime preferito, dove la serie si piazzò al settantottesimo posto tra i primi cento.
Nel sondaggio Manga Sōsenkyo 2021 indetto da TV Asahi, 150 000 persone hanno votato la loro top 100 delle serie manga e Il principe del tennis si è classificata al 54º posto.